# Stationärer stochastischer Prozess
Ein stationärer stochastischer Prozess ist ein stochastischer Prozess mit speziellen Eigenschaften und damit Untersuchungsobjekt der Wahrscheinlichkeitstheorie. Man unterscheidet stochastische Prozesse,
- die stationär im engeren Sinn (auch strikt, streng oder stark stationär) sind, und solche,
- die stationär im weiteren Sinn (auch schwach stationär) sind.

Bei beiden Typen von Prozessen besitzen die endlichdimensionalen Verteilungen des Prozesses bestimmte zeitunabhängige Eigenschaften. Diese beziehen sich bei der Stationarität im engeren Sinn auf die gesamte Verteilungsgestalt und bei der Stationarität im weiteren Sinn nur auf die ersten beiden Momente der endlichdimensionalen Verteilungen. Für Gauß-Prozesse, deren sämtliche endlichdimensionalen Verteilungen multivariate Normalverteilungen sind, fallen die beiden Konzepte zusammen.

## Definition

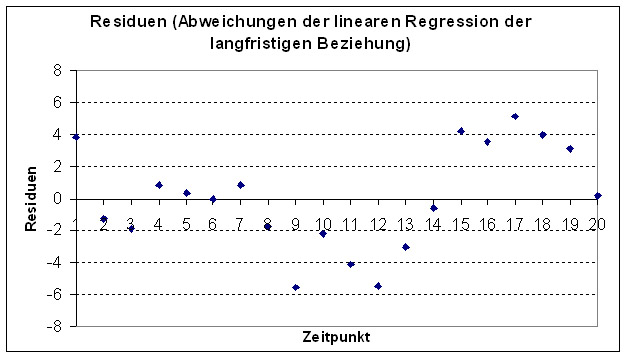
Zeitreihe von Residuen, für dessen zugrundeliegenden Prozess durch eine Dickey-Fuller-Test die Hypothese der Stationarität abgelehnt wird.

Im Folgenden bezeichnet {\displaystyle (X_{t})_{t\in \mathbb {T} }} einen reellwertigen stochastischen Prozess mit Indexmenge {\displaystyle \mathbb {T} \subseteq \mathbb {R} }. Dabei ist {\displaystyle \mathbb {T} } häufig die Menge der ganzen, der natürlichen oder der reellen Zahlen. Häufig ist {\displaystyle t} ein Zeitindex und {\displaystyle \mathbb {T} } eine Menge von Zeitpunkten.

### Stationarität im engeren Sinn
Ein stochastischer Prozess {\displaystyle (X_{t})_{t\in \mathbb {T} }} mit {\displaystyle \mathbb {T} \subseteq \mathbb {R} } heißt stationär im engeren Sinn (auch strikt, streng oder stark stationär), falls alle endlichdimensionalen Verteilungen translationsinvariant sind, d. h. für beliebige {\displaystyle m\in \mathbb {N} }, beliebige Stellen (Zeitpunkte) {\displaystyle t_{1},\dots ,t_{m}\in \mathbb {T} } und alle Verschiebungen {\displaystyle s\in \mathbb {R} } mit {\displaystyle \{t_{1}+s,\dots ,t_{m}+s\}\subseteq \mathbb {T} } gilt, dass die Zufallsvektoren (die endlichen Teilfamilien)
{\displaystyle (X_{t_{1}},\dots ,X_{t_{m}})} und {\displaystyle (X_{t_{1}+s},\dots ,X_{t_{m}+s})} dieselbe Wahrscheinlichkeitsverteilung haben.

### Stationarität im weiteren Sinn
Ein stochastischer Prozess {\displaystyle (X_{t})_{t\in \mathbb {T} }} heißt stationär im weiteren Sinn oder schwach stationär, wenn
1. die Varianzen aller Zufallsvariablen endlich sind, d. h. für alle {\displaystyle t\in \mathbb {T} } gilt {\displaystyle {\text{Var}}[X_{t}]<\infty },
2. die Erwartungswertfunktion konstant ist, d. h. für alle {\displaystyle t\in \mathbb {T} } gilt {\displaystyle \mathrm {E} [X_{t}]=\mu },
3. die Kovarianzfunktion translationsinvariant ist, d. h. für alle {\displaystyle t,t'\in \mathbb {T} } und alle Verschiebungen {\displaystyle s\in \mathbb {R} } mit {\displaystyle t+s,t'+s\in \mathbb {T} } gilt

{\displaystyle {\text{Cov}}[X_{t},X_{t'}]={\text{Cov}}[X_{t+s},X_{t'+s}]}.
Dabei bezeichnen {\displaystyle \mathrm {E} [X]} und {\displaystyle \mathrm {Var} [X]} den Erwartungswert und die Varianz einer Zufallsvariablen {\displaystyle X} und {\displaystyle {\text{Cov}}[X,Y]} bezeichnet die Kovarianz der Zufallsvariablen {\displaystyle X} und {\displaystyle Y}.

## Eigenschaften
- Ein stochastischer Prozess, dessen Zufallsvariablen insgesamt stochastisch unabhängig und identisch verteilt sind, ist stationär im engeren Sinn. Wegen der stochastischen Unabhängigkeit existieren die höherdimensionalen Verteilungen in elementarer Form, nämlich als Produktverteilungen der eindimensionalen Verteilungen, also z. B.

{\displaystyle P(X_{s}\leq u,X_{t}\leq v)=P(X_{s}\leq u)P(X_{t}\leq v)=F(u)F(v)\quad {\text{für }}s\neq t,\quad u,v\in \mathbb {R} }
für die zweidimensionalen Verteilungen, wobei {\displaystyle F} die Verteilungsfunktion jeder eindimensionalen Verteilung ist. Also sind alle zweidimensionalen Verteilungen zeitunabhängig. Für drei voneinander verschiedene Zeitpunkte {\displaystyle r,s} und {\displaystyle t} gilt
{\displaystyle P(X_{r}\leq u,X_{s}\leq v,X_{t}\leq w)=P(X_{r}\leq u)P(X_{s}\leq v)P(X_{t}\leq v)=F(u)F(v)F(w),\quad u,v,w\in \mathbb {R} },
so dass auch die dreidimensionalen Verteilungen zeitunabhängig sind. Analoges gilt für alle endlichdimensionalen Verteilungen, so dass die Stationarität im engeren Sinn folgt.
- Ein stochastischer Prozess, dessen Zufallsvariablen paarweise unkorreliert und identisch verteilt sind, ist stationär im weiteren Sinn.
- Ein stochastischer Prozess der stationär im engeren Sinn ist, ist nicht notwendig auch stationär im weiteren Sinn. Dies hängt damit zusammen, dass eine im weiteren Sinn stationärer Prozess endliche Varianzen besitzen muss, was für einen im engeren Sinn stationären Prozess nicht gilt. Beispielsweise bildet eine Folge stochastisch unabhängiger identisch Cauchy-verteilter Zufallsvariablen einen im engeren Sinn stationären stochastischen Prozess, der aber nicht im weiteren Sinn stationär ist, da eine Cauchy-verteilte Zufallsvariable keine endliche Varianz besitzt.
- Ein stochastischer Prozess der stationär im weiteren Sinn ist, muss nicht notwendig stationär im engeren Sinn sein. Die Stationarität im engeren Sinn bezieht sich nur auf die ersten und zweiten Momente des Prozesses. Beispielsweise die dritten Momente oder andere Eigenschaften der Verteilung können sich im Zeitablauf ändern. Wenn eine Zufallsvariable {\displaystyle X} eine Gleichverteilung im Intervall {\displaystyle [-{\sqrt {3}},{\sqrt {3}}]} hat, dann gilt {\displaystyle \mathrm {E} [X]=0} und  {\displaystyle \mathrm {Var} [X]=1}. {\displaystyle (X_{t})_{t\in \mathbb {N} }} sei eine Folge stochastisch unabhängiger Zufallsvariablen, wobei {\displaystyle X_{t}} für {\displaystyle t=1,3,5,\dots } standardnormalverteilt ist und für {\displaystyle t=2,4,6,\dots } eine Gleichverteilung auf {\displaystyle [-{\sqrt {3}},{\sqrt {3}}]} besitzt, dann ist dieser Prozess stationär im weiteren Sinn, aber nicht stationär im engeren Sinn.
- Ein Gauß-Prozess ist genau dann stationär im engeren Sinn, wenn er stationär im weiteren Sinn ist. Dies rechtfertigt es, im Zusammenhang von Gauß-Prozessen nur von stationär zu sprechen.
- Ein Gauß-Prozess, dessen Zufallsvariablen paarweise unkorreliert und identisch verteilt sind, ist ein stationärer Gaußprozess, da für multivariate Normalverteilungen aus der Unkorreliertheit die stochastische Unabhängigkeit folgt.
- Ein stochastischer Prozess identisch normalverteilter Zufallsvariablen, die paarweise unkorreliert sind, ist stationär im weiteren Sinn, aber nicht notwendig stationär im engeren Sinn und nicht notwendig ein Gauß-Prozess.

## Interpretation der Stationarität  im weiteren Sinn
Die erste Eigenschaft besagt, dass jede der Zufallsvariablen endliche Varianz hat und somit zu dem Hilbertraum {\displaystyle L^{2}} gehört. Hieraus folgt dann auch, dass der Erwartungswert {\displaystyle \mathrm {E} (X_{t})} existiert und endlich ist. Mit der Konstanz der Erwartungswertfunktion kann man zu einem neuen Prozess {\displaystyle Z_{t}=X_{t}-\mathrm {E} (X_{t})} übergehen, für den dann {\displaystyle \mathrm {E} (Z_{t})=0} gilt. Dieser Prozess wird auch zentrierter Prozess genannt. Man kann also für viele Zwecke ohne Beschränkung der Allgemeinheit annehmen, ein stationärer stochastischer Prozess habe den Mittelwert 0. Die Zeitinvarianz der Kovarianzfunktion stellt eine Beziehung zwischen unterschiedlichen Zeitpunkten her und ist damit die bedeutendste Eigenschaft. Sie sagt aus, dass die Kovarianzen zwischen zwei Zeitpunkten nicht von den beiden Zeitpunkten, sondern nur von dem Abstand {\displaystyle r=t_{2}-t_{1}} der beiden Zeitpunkte zueinander abhängt. Die Bedingung kann auch so formuliert werden, dass {\displaystyle \gamma (r)=\mathrm {Cov} (X_{t_{1}},X_{t_{1}+r})} eine Funktion nur einer einzigen Variablen {\displaystyle r} ist.
Eine geometrische Interpretation des univariaten Falles greift auf den Hilbertraum {\displaystyle L^{2}} zurück, dessen Elemente die einzelnen Zufallsvariablen des Prozesses sind. Die geometrische Interpretation unterstützt das tiefere Verständnis des Begriffs der Stationarität. Es wird angenommen, dass die Erwartungswertfunktion konstant Null ist. Da {\displaystyle \mathrm {E} [X_{t}^{2}]} eine Norm in {\displaystyle L^{2}} ist, kann die Forderung {\displaystyle \mathrm {E} (X_{t}^{2})=\gamma (0)} so verstanden werden, dass alle Prozessvariablen gleich lang sind, d. h. auf einer Kugel liegen. {\displaystyle \mathrm {E} [X_{t+s}X_{t}]=\gamma (s)} sagt dann, obiger Interpretation folgend, dass für festes {\displaystyle s} alle {\displaystyle X_{t}} den gleichen Winkel einschließen. Erhöht man {\displaystyle s} um Eins, so wird immer um denselben Winkel weitergedreht. Die Konstanz der Erwartungswertfunktion bedeutet {\displaystyle \langle X_{t},1\rangle =m}, dass also der Winkel zwischen der Einheit und jeder Prozessvariablen konstant ist. Hier wird ein Breitengrad aus der Einheitskugel ausgeschnitten.

## Beispiele
- Ein wichtiger im weiteren Sinn stationärer Prozess ist das weiße Rauschen.
- Bestimmte Gauß-Prozesse und durch ARMA-Modelle beschriebene Prozesse sind stationär.
- Von theoretischer Bedeutung sind harmonische Prozesse, die unter gewissen Bedingungen stationär sind.
- Markow-Ketten, die in ihrer stationären Verteilung starten, sind stationäre Prozesse.

## Anwendungen

### Zeitreihenanalyse
Stationarität ist eine der bedeutendsten Eigenschaften stochastischer Prozesse in der Zeitreihenanalyse. Mit der Stationarität erhält man Eigenschaften, die nicht nur für einzelne Zeitpunkte gelten, sondern Invarianzen über die Zeit hinweg sind. Die Zeitreihe hat zu allen Zeitpunkten den gleichen Erwartungswert und die gleiche Varianz. Eine wichtige Klasse von nichtstationären Prozessen sind integrierte Prozesse.
In der Zeitreihenanalyse ist eine wichtige Fragestellung, eine nichtstationäre Zeitreihe so zu transformieren, dass die Stationärität für die transformierte Zeitreihe plausibel wird. Weit verbreitete Methoden sind hier die Bildung von Differenzen, das Umskalieren oder das Logarithmieren der Zeitreihe. Allgemeiner kann man versuchen, eine stationäre Zeitreihe zu erhalten, indem man ein geeignetes Trend-Saison-Modell verwendet.

### Wahrscheinlichkeitstheorie
Stationäre stochastische Prozesse in diskreter Zeit, die als kanonische Prozesse gegeben sind, lassen sich als maßerhaltendes dynamisches System auffassen. Dazu definiert man den Shift-Operator {\displaystyle \tau } als
{\displaystyle \tau ((\omega _{n})_{n\in \mathbb {N} })=(\omega _{n+1})_{n\in \mathbb {N} }}.
Dann ist {\displaystyle X_{n}(\omega )=X_{0}(\tau ^{n}(\omega ))} und der Prozess entsteht durch iterierte Anwendung von {\displaystyle \tau }. Somit handelt es sich um ein dynamisches System, das aufgrund der Stationarität maßerhaltend ist. Darauf aufbauend lassen sich auch ergodische stochastische Prozesse definieren, für die wichtige Sätze der Ergodentheorie wie beispielsweise der individuelle Ergodensatz gelten und damit starke Gesetze der großen Zahlen für abhängige Folgen von Zufallsvariablen liefern.